# Фейяртс, Фернан
Фернан Фейяртс (фр. Fernand Feyaerts; 1880 — 1927) — бельгийский ватерполист и пловец, дважды серебряный призёр летних Олимпийских игр.
На Играх 1900 Фейяртс входил в состав бельгийской ватерпольной команды. Сначала она обыграла третью французскую команду в четвертьфинале, потом вторую в полуфинале, но в финальном матче её обыграла британская сборная, позволив Бельгии выиграть серебряные медали.
Через восемь лет Фейяртс снова вошёл в состав ватерпольной сборной. Сначала она обыграла Нидерланды и затем Швецию. В своём последнем матче бельгийцы встречались с британцами, но проиграли тот матч, выиграв серебряные медали. Фейяртс также оказался самым результативным в списке бомбардиров, забив 8 мячей.
Кроме того, на этих же играх Фейяртс участвовал в 100-метровом заплыве вольным стилем, однако не смог пройти дальше отборочного раунда.